# 埃克塞特城足球俱乐部
埃克塞特城足球俱乐部（英語：Exeter City Football Club，发音为/ˈɛksɪtə ˈsɪti/）是位於英格蘭西南部德文郡郡治埃克塞特的足球會，在過往歷史中主要在英格蘭足球聯賽低級別中作賽，自2003年降級到協會全国联赛，2008年透過升級附加賽升級返回英格蘭乙級聯賽，翌季獲得英乙聯賽亞軍，連續兩年升級到英格蘭甲級聯賽。2011/12年降班返回英格蘭乙級聯賽作賽。
前主席丹妮丝·沃茨（Denise Watts）於2006年就任時是英格蘭足球議會聯賽內唯一女性的足球會主席。

## 大事紀年
| 年 份   | 事 項                                                                                      |
| ------- | ------------------------------------------------------------------------------------------ |
| 1908-09 | 參加南部聯賽（Southern League），直接加入甲組聯賽                                          |
| 1920-21 | 南區丙組聯賽創始成員                                                                       |
| 1932-33 | 南區丙組聯賽亞軍                                                                           |
| 1958-59 | 聯賽重組後被置於丁組聯賽                                                                   |
| 1963-64 | 丁組聯賽排第四位，升級丙組                                                                 |
| 1966    | 丙組聯賽排第廿二位，降級丁組                                                               |
| 1976-77 | 丁組聯賽亞軍，升級丙組                                                                     |
| 1984    | 丙組聯賽排第廿四位，降級丁組                                                               |
| 1989-90 | 丁組聯賽冠軍，升級丙組                                                                     |
| 1992-93 | 超聯成立，丙組改組為乙組《III》                                                            |
| 1994    | 乙組《III》排第廿二位，降級丙組《IV》                                                      |
| 2003    | 丙組《IV》排第廿三位，降級議會联赛                                                         |
| 2004-05 | 議會聯賽更名議會全國聯賽                                                                   |
| 2005-06 | 足總錦標晉級四強                                                                           |
| 2006-07 | 議會全國聯賽排第五位，附加賽準決賽兩回合累計2-2，十二碼4-3擊敗牛津联，決賽1-2負於莫克姆    |
| 2007-08 | 議會全國聯賽排第四位，附加賽準決賽兩回合累計5-3擊敗，溫布萊決賽1-0擊敗剑桥联，升級英乙聯賽 |
| 2008-09 | 英乙聯賽亞軍，升級英甲                                                                     |
| 2011-12 | 英甲聯賽排第廿三位，降班英乙                                                               |
| 2021-22 | 英乙聯賽亞軍，升級英甲                                                                     |

## 主場球場

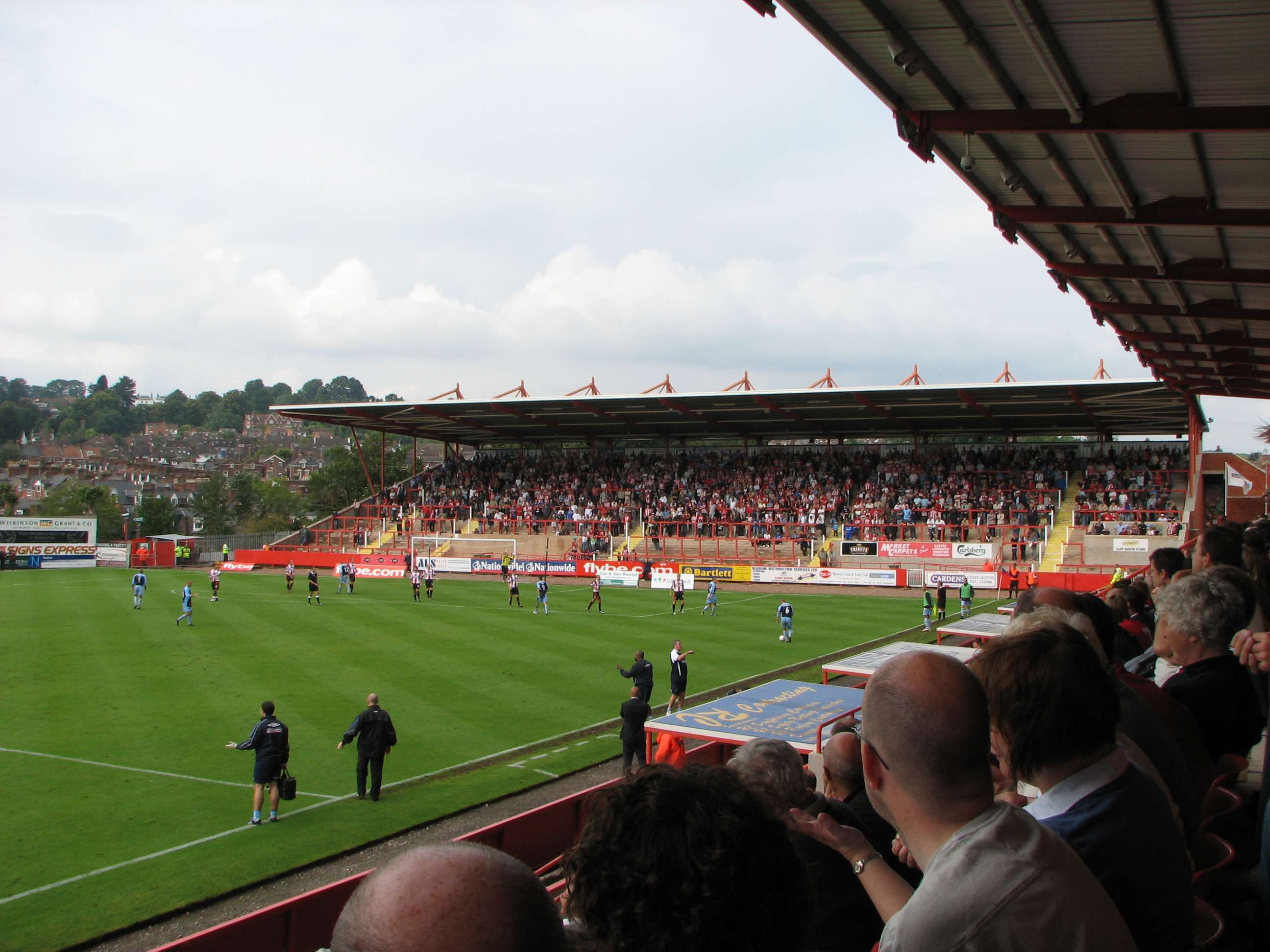
圣詹士公园球场

圣詹士公园球场（St James Park）位於英格蘭西南部德文郡郡治埃克塞特的足球運動場，球場原址從前用於催肥豬隻，於1904年改建為球場後已是艾斯特城足球會的主場球場，現時的容量為8,696人。
看台
| 看台                    | 別名           | 供             | 容量           |
| ----------------------- | -------------- | -------------- | -------------- |
| Cliff Bastin Stand      | Big Bank       | 主場球迷       | 3971人（立席） |
| WTS Stand（前稱 Flybe） | Cowshed/Doble  | 主場球迷       | 2116人（坐席） |
| Stagecoach Family Stand | Old Grandstand | 主場及作客球迷 | 1401人（坐席） |
| St James Road Terrace   | Away End       | 作客球迷       | 1053人（立席） |

## 百年慶典
2004年為埃克塞特城百週年紀念，5月31日在圣詹士公园球场（St James Park）安排一場友誼賽對巴西明星隊，對手陣容包括卡雷卡及邓加等著名球星，用以紀念1914年埃克塞特城南美之旅，結果巴西明星隊1-0獲勝。

## 敵對球隊
埃克塞特城傳統的敵對球隊是同處德文郡的普利茅斯及托奎联，由於普利茅斯在較高級別角逐而較少對賽，而與托奎联經常處於相同級別，對賽特別激烈。托奎联雖然與埃克塞特城的敵對關係緊張，在2003年埃克塞特城降級後，托奎联於8月2日到訪圣詹士公园球场（St James Park）進行一場季前友誼賽，並放棄應得的門票收入以協助遇到財困的埃克塞特城。

## 榮譽
- 足總盃

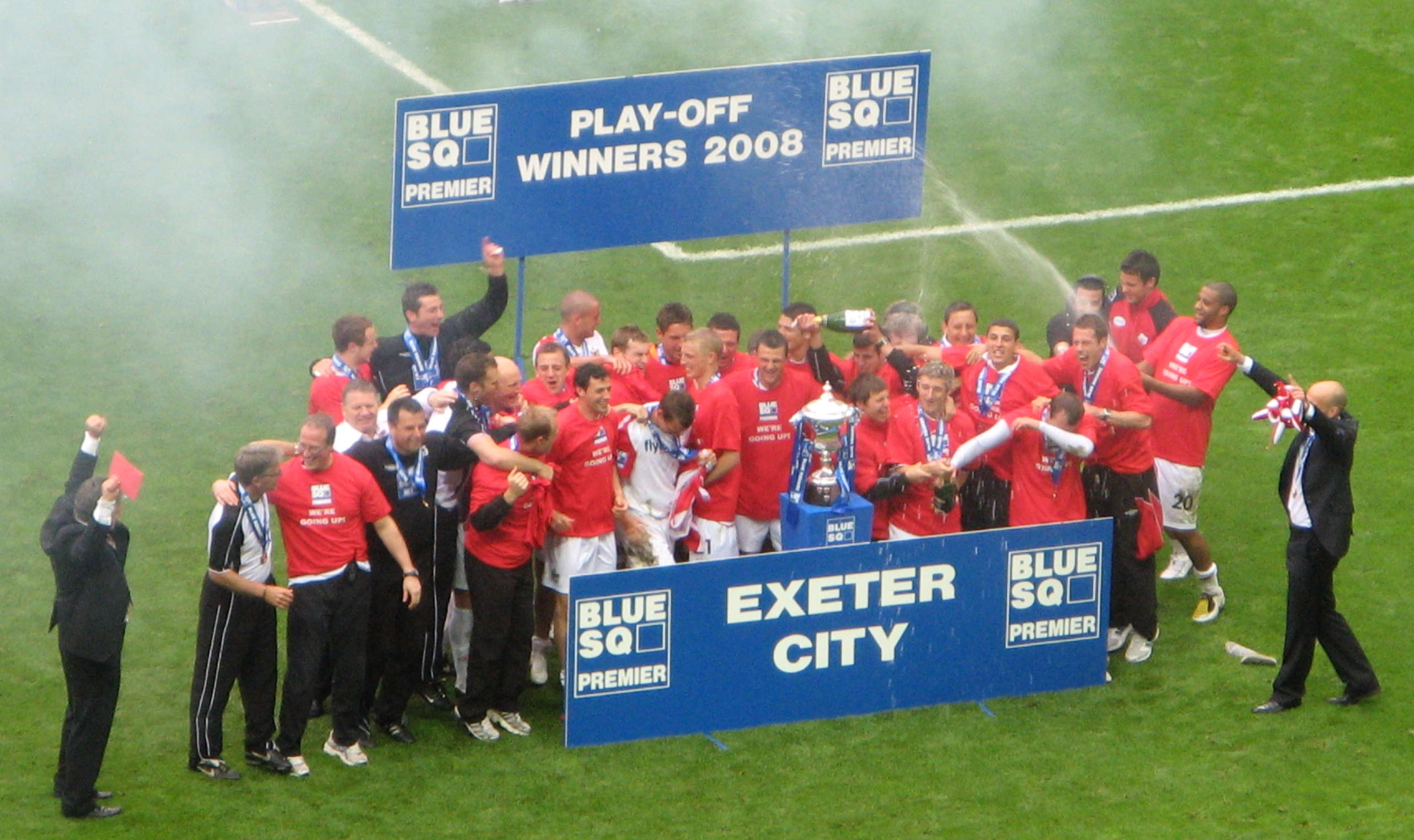
2007/08年議會全国联赛附加賽冠軍

  - 八強：1930/31年、1980/81年；
- 南區丙組聯賽
  - 亞軍：1932/33年；
- 丁組聯賽
  - 冠軍：1989/90年；
  - 亞軍：1976/77年；
  - 殿軍：1963/64年；
- 乙級聯賽
  - 亞軍：2008/09年、2021/22年；
- 議會全国联赛附加賽
  - 冠軍：2007/08年；
  - 亞軍：2006/07年；
- 足總錦標
  - 四強：2005/06年；

## 著名球員
- 克利夫·巴斯廷（Cliff Bastin）
- 加里·法蘭西斯（Gerry Francis）
- 狄克·皮姆（Dick Pym）
- （Lee Sharpe）
- （Peter Taylor）

## 註腳
1. ↑  .   [2 May 2022]. （原始内容存档于2024-07-08）.
2. ↑  . BBC Sport. 2006-02-05  [2010-05-13]. （原始内容存档于2016-03-07） （英语）.
3. ↑  .   [2008-05-06]. （原始内容存档于2007-08-22） （英语）.
4. ↑  .   [2008-05-06]. （原始内容存档于2019-06-20） （英语）.
5. ↑  .   [2008-05-06]. （原始内容存档于2008-05-09） （英语）.
6. ↑  .   [2008-05-18]. （原始内容存档于2015-04-24） （英语）.
7. ↑  .   [2008-05-06]. （原始内容存档于2019-08-10） （英语）.
8. ↑  .   [2008-05-06]. （原始内容存档于2003-06-07） （英语）.

## 外部連結
- 埃克塞特城官網（页面存档备份，存于）（英文）
- Exeter City: The fans who wouldn't take no for an answer（页面存档备份，存于）（英文）